# Namwon
Namwon je město v Jižní Koreji v provincii Severní Čolla. Nachází se 45 minut jízdy od hlavního města provincie Čondžu, které je vzdáleno od Soulu 3 hodiny. Namwon se nachází na okraji národního parku Džirisan, což je první a největší národní park v Jižní Koreji.

## Historie
Namwon byl založen v roce 685 za vlády krále Sinmuna ze Silly. Okres Namwon byl ustaven v 1. dubna 1895.
Během imdžinské války bylo město obleženo. Od 13. do 16. dubna 1597 ho bránilo 3300 korejských a čínských vojáků s 6000 ženami a dětmi proti 56 tisícové japonské armádě. Čínský generál ale město zradil a výměnou za bezpečný odchod sebe a svých vojáků nechal otevřenou zadní branku. Japonci do města vtrhli a všechny Korejce pobili, kromě dvanáctiletého chlapce, který nesl pečeť korejského císaře. Ten byl jako jediný ušetřen a dán na převýchovu v Japonsku.